# Verdes
Verdes foi uma comuna francesa na região administrativa do Centro, no departamento Loir-et-Cher. Estendia-se por uma área de 28,93 km². Em 2010 a comuna tinha 495 habitantes (densidade: 17,1 hab./km²).
Em 1 de janeiro de 2016, passou a formar parte da comuna de Beauce-la-Romaine.